# پیوتر گونسافکی
پیوتر گونسافکی (لهستانی: Piotr Gąsowski؛ زادهٔ ۱۶ آوریل ۱۹۶۴) بازیگر اهل لهستان است.
از فیلم‌ها یا برنامه‌های تلویزیونی که وی در آن نقش داشته‌است، می‌توان به خویشاوندان سببی،کرکس، ورای تخت جراحی، جهان به روایت خانواده کیپسکی، راز ساگال، اصل لذت، پدر متیو، هتل ۵۲، پان تادئوش و  انگشتری با نشان عقاب تاج‌دار اشاره کرد.